# 에스토니아 독립 전쟁
에스토니아 독립 전쟁(에스토니아어: Vabadussõda→자유전쟁)은 1918년에서 1920년에 걸쳐 에스토니아 육군 및 그 동맹자들(러시아 백군, 영국, 라트비아 및 북유럽 의용군)이 소비에트 러시아의 서부 전선 공격과 발트 독일인들의 발트 향토방위군의 공격에 맞서 싸운 방어전이다. 러시아 내전과 관련이 있는 분쟁으로서 제1차 세계 대전 이후 에스토니아가 주권을 갖기 위한 투쟁이었다. 전쟁의 결과 방어측이 승리하여 타르투 조약으로 에스토니아의 독립이 결정되었다.

## 서막
1917년 11월 러시아 제국의 해체 이후 에스토니아 자치 정부의 숙고집회였던 에스토니아 지방 총회는 그 해 봄 선출되었고, 이들은 에스토니아에서 높은 자치권을 주장했다. 곧이어 볼셰비키는 에스토니아 지방 총회를 해산시키고 일시적으로 탈린에 친독립파 에스토니아인들을 잠적시켰다. 몇 달 후 붉은 군대의 후퇴 이후 독일 제국군이 도착했고, 에스토니아 국가의회의 에스토니아 구국위원회는 1918년 2월 24일 총선에서 에스토니아 독립 선언서를 발표했다. 이들은 에스토니아 임시 정부를 수립했다. 그러나 독일 제국의 에스토니아 점령으로 에스토니아의 독립은 상당히 짧았다. 독일 정부는 임시 정부와 에스토니아 독립을 모두 인정하지 않았고, 발트 귀족에 대한 주권에 의존했다.

## 전쟁 과정

### 에스토니아의 독립

1919년 2월 24일 탈린에서 에스토니아 독립을 축하하는 사람들.

1919년 초 에스토니아 군은 13,000명의 병력을 보유했는데, 이들 중 5,700명은 8,000명의 소비에트와 맞서고 있었다. 강화된 에스토니아군은 1919년 1월 2일부터 1월 5일까지 붉은 군대 제7군의 진격을 막아냈고, 1월 7일부터 반격에 나섰다. 이틀 후 타파가 해방되었고, 이 전투 덕택에 1월 12일 라크베레도 해방되었다. 핀란드-에스토니아 연합군은 1월 17일 우트라 전투에서 소비에트 제6소총사단의 측면을 공격해 소비에트군을 동쪽으로 철수시켰다. 1월 18일 나르바는 해방되었다. 나르바 강을 따라 북동부 전선이 안정화되었고, 11일 만에 에스토니아 제1사단은 200km를 진격했다.
남부 전선에서 타르투 파르티잔 대대와 장갑열차의 급속한 배치로 타르투가 해방되었다. 에스토니아 제2사단은 소비에트군의 저항이 거세어지는 남쪽 전선으로 계속 진격했다. 파주 전투에서 타르투마 파르티잔 대대와 핀란드 의용군은 라트비아 붉은 소총대대를 격퇴시키고 1월 31일 도시를 해방시켰다. 붉은 군대 제7군은 에스토니아 국경지대까지 쫓겨났고 전선은 역사적인 에스토니아 거주 지역까지 이동되었다. 2월 첫 2주 간 에스토니아는 살라츠그리바와 알룩스네를 점령했다. 이 진격은 소비에트군이 새로운 확장적 공세를 위해 표면상 병력을 강화했기 때문에 정지되었다. 1919년 2월 24일 친독립파 에스토니아군은 19,000명의 병력과 70개의 야포, 230대의 기관총을 보유하고 있었다. 에스토니아는 소비에트 서부 공세를 최초로 막은 국가였다. 2월의 남은 15일 간 적군은 에스토니아를 점령하기 위해 새로운 공세를 시작했다. 이를 위해 소비에트군은 에스토니아 적위소총대를 설립했다. 이 소총대는 80,000명의 병력을 보유한 것으로 추산되었다. 하지만 나르바 강을 따라 세운 거점에서 에스토니아 제1사단은 백군 북부군단과 함께 붉은 군대 제7군의 공격을 축출시켰다. 붉은 군대는 나르바에 포격을 강화했고 이로 인해 2,000명의 피난민이 발생했지만, 에스토니아군은 도시를 지켰다. 대부분의 소비에트군은 남부 전선에 병력을 강화했고, 이들은 3월 15일까지 알룩스네, 세토마, 바스체리나를 점령했다.
병력을 강화한 에스토니아 제2사단은 반격을 가해 3월 29일 페초리를 탈환했다. 이후 에스토니아 적군은 옵초크 강까지 후퇴했다. 3월 27일 에스토니아 제3사단이 에른스트 푀더 장군의 지휘 하에 남부 전선의 서측방으로 파견되었다. 예루에서는 4월 22일부터 상황이 악화되었는데, 소비에트군이 도시로부터 1.5km 떨어진 지점까지 진입했다. 4월 25일 라트비아 소총대는 뤼제나를 점령했지만 에스토니아 제3사단이 이들을 격퇴해 살라츠그리바-세다-가우차 선까지 밀어냈다.

### 외국군의 편성

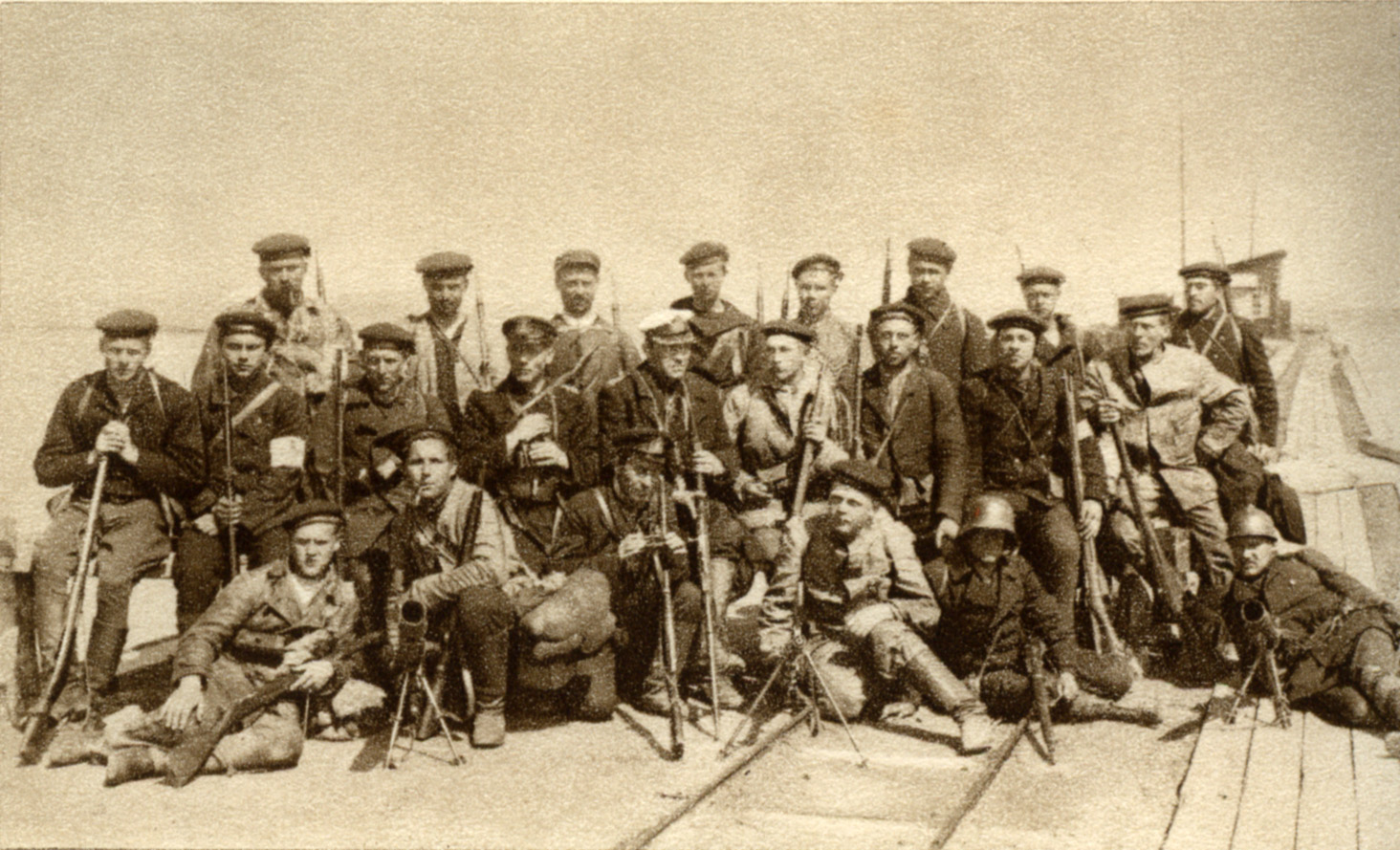
1919년 5월 구축함 얌볼라에 승선한 에스토니아 해병대

1919년 4월 5일부터 4월 7일까지 에스토니아 입헌총회가 선출되었다. 이 선거에서 좌익 및 중도 정당이 승리를 거두었다. 120명의 입헌 총회 구성원들은 4월 23일 공개 회의에서 만났고, 의장으로 사회민주당의 아우구스트 레이를 선출했다. 임시 정부는 폐지되었고 오토 스트란트만이 이끄는 새로운 정부가 출범했다. 6월 4일 총회는 에스토니아 임시 헌법을 채택했다. 10월 10일 토지 개혁법이 통과되어 에스토니아 영토의 절반 이상을 차지하고 있던 발트 귀족들의 자산을 몰수해 재분배했다.
에스토니아는 활동적으로 백군과 라트비아군, 잉그리아군의 편성을 도왔다. 백군 북부군단은 1918년 12월부터 에스토니아에서 조직되고 있었다. 2월 18일 에스토니아와 라트비아 사이에서 라트비아군이 에스토니아 사령부 밑에서 편성되고, 이들은 오직 남부 전선에서만 활용한다는 합의안이 채택되었다. 북부 라트비아 여단은 요르히스 제미탼스의 지휘를 받고 있었으며, 에스토니아로 도주한 라트비아 시민들이 편성했다. 1919년 3월 잉그리아 국가인민위원회와 에스토니아는 잉그리아 대대의 편성을 위한 합의서를 체결했다. 1919년 5월 6,000명의 러시아인과 4,000명의 라트비아인, 700명의 잉그리아인이 그들의 국가부대에 배속되어 있었다.

### 러시아 및 라트비아로의 진격
에스토니아군이 그들의 국가에 대한 영유권을 회복했지만, 붉은 군대는 여전히 활동하고 있었다. 에스토니아 최고사령부는 백군 북부군단을 돕기 위해 그들의 방어선을 러시아와의 국경지대로 넓히기로 결정했다. 5월 13일 북부군단은 나르바에서 공세를 시작해 소비에트군을 기습공격했고, 소비에트 제6사단이 이 전투에서 궤멸되었다. 영국 해군과 에스토니아 해군 및 해병대의 지원 하에 핀란드만을 따라 공세가 지속되었다. 크라스나야 고르카 요새의 본부가 제거되었다. 붉은 군대 제7군은 병력을 강화해 반격을 개시했다. 이들은 러시아 백군을 밀어붙였고, 전선은 에스토니아 제1사단이 루가강과 사바강을 따라 지원군을 보낸 이후 안정되었다.
에스토니아 페체리 전투단의 공세가 5월 24일 시작되었다. 레온하르트 리트의 에스토니아 제1소총사단이 600명의 에스토니아 제1공산연대와 함께 편을 바꾸었다. 공세는 에스토니아 적군을 격멸시켰고, 5월 25일 에스토니아군은 프스코프를 탈환했다. 이후 에스토니아군은 에스토니아와 벨리카야강 사이의 소비에트군을 궤멸시켰다. 백군이 며칠 후 프스코프에 도착했지만 그들이 스스로 마을을 지킬 수 없었기 때문에 몇몇 에스토니아군은 프스코프에 남았고, 나머지 전 부대는 국경 지역으로 갔다. 북부군단은 프스코프주의 지역민을 동원했다. 1919년 6월 19일 에스토니아 사령관인 요한 라이도네르는 그의 사령직을 백군에게 넘겼고, 부대명 역시 북서군으로 바뀌었다. 그 직후 니콜라이 유데니치가 군 사령관이 되었다.
프스코프 공세가 벌어지는 동안 에스토니아 제2사단과 제3사단 역시 남쪽으로 진격을 개시해 북부 라트비아에 진입했다. 5월 말 이들은 알룩스네와 발미에라를 점령했다. 독일군의 라트비아 공세가 서쪽에서 시작되었기 때문에 소비에트에게 전장 상황은 매우 어렵게 돌아가고 있었다. 5월 31일 에스토니아 기병여단이 굴베네를 점령했다. 제2사단의 기습적인 공세는 6월 6일까지 이어졌다. 이들은 다우가바강을 도하해 예캅필스를 점령했다. 그러나 제3사단은 제2사단의 진격을 더 이상 도와줄 수 없었는데, 이는 발트 향토방위군이 새로운 적으로 등장했기 때문이다.

### 향토방위군과의 전쟁
발트 향토방위군과의 전쟁은 1919년 6월 5일 라트비아 남부전선에서 발발했다. 카를리스 울마니스가 이끄는 라트비아 민주주의자들은 에스토니아에서 독립을 선언했지만, 소비에트군의 공격으로 리예파야까지 후퇴했다. 독일 제국육군 제6예비군단이 소비에트군의 진격을 막았다. 뤼디거 폰 데어 골츠 백작이 이끄는 독일군은 발트 독일인으로 구성된 발트 향토방위군을 포함하고 있었다. 이들은 옛 독일 제국사단에서 근무했던 예비보위사단으로, 라트비아에서 거주하고 있었다. 또한 발트 자유군단도 이들과 함께 싸우고 있었다. 서구 연합군과의 휴전 협정에서 동부에서 볼셰비키의 위협에 맞서기 위해 동부전선의 독일군은 그대로 유지한다는 조항이 있었기에 발트 향토방위군과 같은 단체가 설립될 수 있었다. 제6예비군단은 라트비아 임시 정부에 충성하는 라트비아 민족으로 구성된 오스카르스 칼파크스의 라트비아 제1독립대대도 포함되었다.
독일군은 라트비아 국가군 조직을 파괴했고 1919년 4월 16일 임시 정부는 친독일 괴뢰 정부인 라트비아 임시정부로 대체되었다. 라트비아 임시정부는 안드리예프스 니데라가 이끌었다. 울마니스는 증기함 사라토프를 타고 피난을 갔다. 제6예비군단은 소비에트군을 격퇴하고 5월 23일일 리가를 점령한 후 북쪽으로 진격을 이어갔다. 이들은 에스토니아군에게 북부 라트비아 점령을 끝낼 것을 요구했다. 제6예비군단의 진짜 목적은 에스토니아를 독일 지배 하의 괴뢰 국가에 편입시키려는 것이었다.
6월 3일 에스토니아 장군 레이도네르는 독일군을 남쪽으로 격퇴시키고 예리키와 굴베네 사이의 철도를 에스토니아의 통제 하에 두어야 한다는 최후통첩을 보냈다. 에스토니아 장갑열차가 6월 5일 이러한 요구가 이행되는 지 확인하기 위해 이동하는 동안 발트 향토방위군은 장갑열차를 공격했지만 실패했다. 다음 날 발트 향토방위군은 체시스를 점령했다. 6월 8일 에스토니아군의 반격이 격퇴되었다. 첫 충돌을 통해 에스토니아군은 제6예비군단이 소비에트군보다 더 잘 무장되어 있고, 더 강하다는 것을 알게 되었다. 6월 10일 협상국의 주도로 휴전이 성사되었다. 협상국이 독일군에게 에스토니아가 요구한 선으로 철수할 것을 주장했지만 골츠 장군은 이를 거부하고 에스토니아에게 라트비아에서 철수할 것을 주장했다. 6월 19일 발트 자유군단이 림바지와 스트라우페에 있는 에스토니아 제3사단을 공격하면서 전쟁이 재개되었다. 에스토니아 제3사단은 크리차니스 베르키스가 이끄는 제2라트비아 체시스 여단을 포함해 5,990명의 보병과 125명의 기병을 보유하고 있었다. 에스토니아 거점에 대한 독일군의 집중 공격은 6월 22일까지 이루어졌지만 독일군은 목표를 달성하지 몫했다. 6월 23일 에스토니아 제3사단이 반격을 가해 체시스를 탈환했다.
에스토니아 제3사단은 리가를 향해 진격을 계속했다. 7월 3일 에스토니아군이 리가 외곽에 도달했을 때 협상국의 요구로 휴전 협정이 체결되었고 울마니스 정부가 리가로 돌아왔다. 독일군은 라트비아에서 떠날 것을 지시받았고 발트 향토방위군은 라트비아 임시정부의 지휘에 편입되어 붉은 군대에 맞서 싸우기로 결정되었다. 하지만 협상국의 지시를 피해 해산된 제6예비군단은 철수하는 대신 독일 괴뢰 라트비아 정부가 공식적으로 고용한 서부 러시아 의용군으로 들어갔다. 이들은 파벨 베르몬트아야로프가 지휘자였다. 1919년 19월 서부 러시아 의용군이 리가를 공격하면서 전투가 재개되었다. 라트비아 정부가 도움을 요청하자 에스토니아는 독일군의 공격을 격퇴하기 위해 2개의 장갑열차를 보냈고, 소비에트군으로부터 라트비아를 보호하기 위해 루반스 호 북부에 방어군을 지원해주었다.

### 마지막 전투와 평화협정

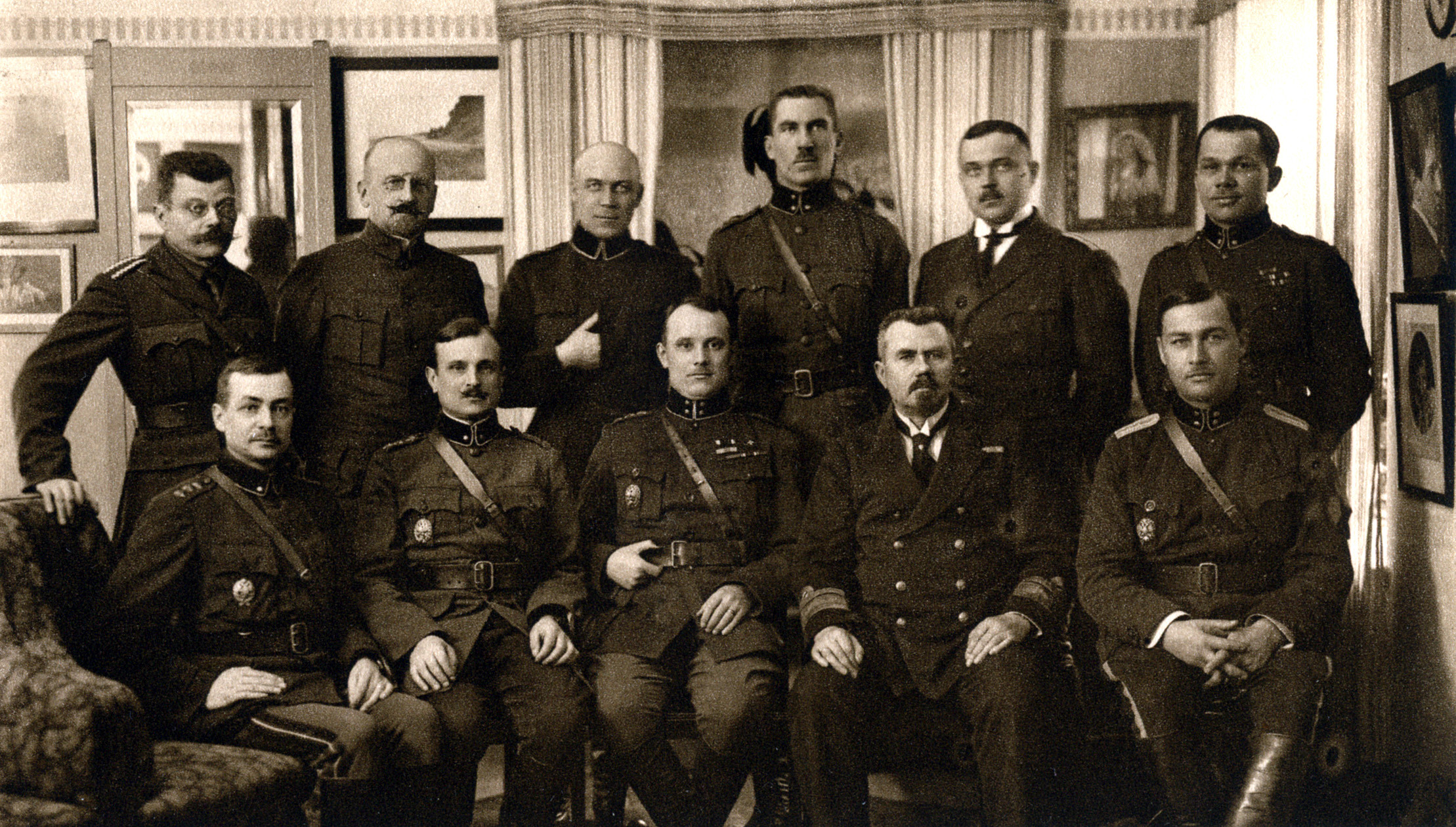
1920년 에스토니아 최고사령부. 위에서부터 좌측으로 차례대로 에른스트 푀더, 아서 로스만 박사, 알렉산데르 퇴니손, 카를 파츠, 빅토르 푸스카르, 얀 링크이다. 아래는 왼쪽에서부터 차례대로 안드레스 라르카, 얀 수츠, 요한 라이도네르, 요한 피트카, 그리고 루돌프 레이만이다.

소비에트 러시아는 1919년 봄까지 평화조약을 체결하고자 했다. 1919년 4월 25일 헝가리 공산주의자들이 볼셰비키와 에스토니아 사이의 협정을 중재하고자 했다. 월터 코원 경이 헝가리의 중재를 수락한다면 에스토니아에 대한 지원을 철회하겠다고 협박했다. 러시아인들은 4월 27일부터 28일까지 라디오 방송을 통해 평화회담을 주선하고자 했다. 6월 5일 에스토니아 코뮌이 폐지되었고, 7월 21일부터 러시아인이 주도한 방송은 영국 기자 아서 랜섬이 평화회담을 위해 게오르기 치체린이 노력하고 있다고 보도했다. 이로 인해 소비에트 정부는 1919년 8월 31일 공식적으로 협상에 대해 논의할 수 있게 되었다. 에스토니아는 이 평화협상을 9월 4일 수용했고, 실질적인 논의는 9월 16일부터 시작되었다. 에스토니아는 라트비아, 리투아니아, 핀란드가 합동으로 협상에 참여하기 전까지 협상을 중단하자고 제안했다.
가을에 북서군은 백검 작전을 개시해 페트로그라드를 점령하고자 했다. 영국과 프랑스가 무기를 제공했고 영국 해군과 에스토니아군이 작전 지원을 하면서 1919년 9월 28일 북서군은 공세를 개시했다. 에스토니아는 협상국의 요구로 인해 북서군을 지원했다. 에스토니아군은 크라스나야 고르카 요새에 육해합동공격을 개시했고, 에스토니아 제2사단은 옐리카야 강에 놓인 교량들을 파괴하려고 했으며 에스토니아 제3사단은 피탈로보를 향해 진격했다. 북서군은 페트로그라드로부터 16km 떨어진 지역까지 진군했으나 붉은 군대는 나르바강까지 백군을 축출했다. 백군의 불신으로 인해 에스토니아 최고사령부는 무장해제를 하고 북서군의 남은 병력을 국경 지역에 구금했다.
소비에트 제7군과 제15군은 붕괴된 백군을 추격하면서 나르바 강 일대의 국경 지대에 위치한 거점들을 지속적으로 공격했다. 첫 전투가 11월 16일 루가강에서 발발했는데 120,000명의 소비에트군과 40,000명의 에스토니아군이 충돌했다. 반복되는 공격을 통해 붉은 군대 제7군은 소소한 성과를 거두었다. 11월 말 소비에트군이 병력을 보충해야 했기 때문에 전선의 상황은 고요해졌다. 에스토니아를 평화 협상에 나오도록 압박하기 위해 12월 7일 소비에트군은 공격을 재개했다. 12월 16일 붉은 군대 제15군의 선봉부대가 나르바 강을 건너면서 에스토니아군의 상황이 위급해졌고, 에스토니아 최고 사령부는 전투 기간 동안 제1사단을 보충하고 제3사단의 본진을 보냈다. 35,000명의 붉은 군대 군인들이 사망한 이후 붉은 군대는 12월 말 전투 능력을 소진했다.
11월 19일 얀 퇴니손이 이끄는 새 정부는 다른 발트 해 국가가 참여하지 않더라도 소비에트 러시아와 회담을 재개하기로 결정했다. 협상은 12월 5일 재개되었고, 주요 의제는 영토 문제에 관한 논쟁이었다. 12월 내내 회담이 이어졌고 양측은 그들만의 영토에 대한 요구를 주장했다. 협상 와중에도 나르바에서 전투는 이어졌다. 1919년 12월 31일 평화조약이 체결되었고, 정전은 1920년 1월 3일부터 효력을 발휘했다.

## 같이 보기
- 에스토니아의 역사
- 라트비아 독립 전쟁
- 우크라이나 독립 전쟁
- 핀란드 내전